# Герб Сарапула
Герб города Сарапула — опознавательно-правовой знак, составленный в соответствии с геральдическими правилами и являющийся основным символом местного самоуправления и городского статуса. Принят 28 мая 1781 года вместе с другими гербами Вятского наместничества.

## Описание и обоснование символики
Описание герба:
В верхней части щита герб Вятский, в нижней части "в серебряном поле на высокой горе деревянный рубленый город, которым зданием оное место примечания достойно".
Герб представляет собой пересеченный геральдический щит. В верхней части щита изображен герб Вятской губернии, в составе которой находился Сарапульский уезд. В золотом поле из бело-голубого облака выходящая рука, держащая натянутый лук со стрелой, символизирует верность православию и борьбу с язычеством. Над ней красный крест, считавшийся почетной геральдической фигурой и означающий мужество, смелость и великодушие. Цвет поля (золото) может быть истолкован как показатель постоянства, знатности и богатства. Золотой цвет также означает веру, справедливость, милосердие и смирение.
В нижней части герба в серебряном поле на высокой горе деревянный рубленый город, которым зданием оное место примечания достойно.
Соотношение сторон по вертикали и горизонтали герба составляет 1,3:1.

## История
Герб Сарапула утвержден 28 мая 1781 года именным указом императрицы Екатерины II по докладу Сената об утверждении гербов городам Вятского наместничества высочайше пожалован первый герб города. Герб Сарапула имел традиционную форму городских гербов — боевой щит французской формы, прямоугольный, с овально закруглёнными нижними углами и с остриём в середине нижней части.
В 1859 году  Борисом Васильевичем Кёне в рамках геральдической реформы был разработан проект герба Сарапула: "В серебряном щите на зеленой горе червленые с золотыми швами и 2 башнями городские ворота. В вольной части герб Вятской губернии. Щит увенчан серебряной стенчатой короной и окружен золотыми колосьями, соединенными Александровскою лентою".
Известен герб советского Сарапула: "На щите изображены якорь, шестерня и три колоса пшеницы".

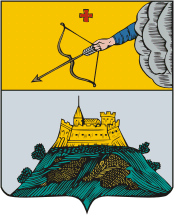
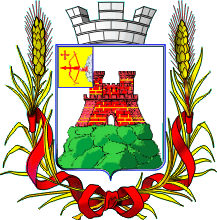
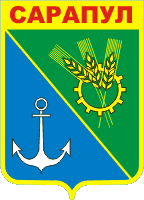